# Asymmetri
Asymmetri betyder "uden symmetri" og er dermed noget uden symmetriakse.
En figur, der er asymmetrisk har ingen symmetriakse eller evt. en symmetriakse forskudt fra midten – sidstnævnte ses ofte i kunst.
Rokokoen som var mode i Danmark 1730-60, er kendt for sin brug af asymmetri.
| Dodekaeder | Spire Denne artikel om geometri er en spire som bør udbygges. Du er velkommen til at hjælpe Wikipedia ved at udvide den. |